# 도농고등학교
도농고등학교(陶農高等學校)는 대한민국 경기도 남양주시 다산동에 위치한 공립 고등학교이다.

## 학교 연혁
- 2007년 1월 7일 : 도농고등학교 36학급 인가
- 2008년 3월 1일 : 초대 권혁본 교장 취임
- 2008년 3월 4일 : 1학년 신입생 583명 (총 14학급)
- 2011년 2월 10일 : 제1회 졸업식 (494명 졸업)
- 2022년 9월 1일 : 제4대 이지명 교장 취임
- 2023년 2월 9일 : 제13회 졸업식(253명 졸업)
- 2023년 3월 2일 : 1학년 345명, 2학년 294명, 3학년 264명 (총 32학급, 특수 1학급 포함)

## 참고 자료
- 도농고등학교 - 한국교육학술정보원 학교알리미